# Hrabstwo Lake (Dakota Południowa)
Hrabstwo Lake (ang. Lake County) – hrabstwo w stanie Dakota Południowa w Stanach Zjednoczonych. Obszar całkowity hrabstwa obejmuje powierzchnię 575,06 mil² (1489,4 km²). Według szacunków United States Census Bureau w roku 2009 miało 11 994 mieszkańców.
Hrabstwo powstało w 1873 roku. Na jego terenie znajdują się następujące gminy (townships): Badus, Chester, Clarno, Concord, Farmington, Franklin, Herman, Lake View, Le Roy, Orland, Rutland, Wayne, Winfred.

## Miejscowości
- Madison
- Nunda
- Ramona
- Wentworth (wieś)

## CDP
- Chester
- Lake Madison
- Winfred